# اچ‌دی‌ام‌وای دنبروگ (ای۵۴۰)
اچ‌دی‌ام‌وای دنبروگ (ای۵۴۰) (به انگلیسی: HDMY Dannebrog (A540)) یک کشتی است که طول آن ۷۸٫۴۳ متر (۲۵۷ فوت ۴ اینچ) و ارتفاع آن ۳۲ متر (۱۰۵ فوت ۰ اینچ) می‌باشد. این کشتی در سال ۱۹۳۲ ساخته شد.